# 君若き頃
『君若き頃』（きみわかきころ、原題・英語: Maytime, 「五月のひととき」を意味する造語）は、1937年に製作・公開されたアメリカ映画である。ロバート・Z・レナードが監督、ジャネット・マクドナルド、ネルソン・エディが主演した。

## ストーリー
1905年5月、バージニア州のある町で老女ミス・モリソン（ジャネット・マクドナルド）とオペラ歌手を目指すバーバラ（リン・カーヴァー）が出会う。かつての大ソプラノ歌手マーシャ・モーネイのようになりたいと夢を語るバーバラにミス・モリソンは若き日の恋の思い出を語って聞かせるのだった。

## キャスト
- マーシャ・モーネイ／ミス・モリソン：ジャネット・マクドナルド
- ポール・アリソン：ネルソン・エディ
- ニコライ・ナザロフ：ジョン・バリモア
- オーギュスト・アルキペンコ：ハーマン・ビング
- キップ・ステュアート：トム・ブラウン
- バーバラ・ロバーツ：リン・カーヴァー
- エレン（マーシャのメイド）：ラファエラ・オッティアノ

## スタッフ
- 監督：ロバート・Z・レナード
- 製作：ロバート・Z・レナード、ハント・ストロンバーグ
- 脚本：ノエル・ラングリー
- 撮影：オリヴァー・T・マーシュ
- 編集：コンラッド・A・ネルヴィッヒ
- 音楽・編曲：ハーバート・ストサート
- 美術：セドリック・ギボンズ
- 衣裳：エイドリアン
- 録音：ダグラス・シアラー

## 主な使用楽曲
- 「Will You Remember?」 - シグマンド・ロンバーグ作曲のオペレッタ『5月の季節』（1917年ニューヨーク初演）より抜粋された。

## アカデミー賞ノミネーション
- 作曲賞：ナット・W・フィンストン、ハーバート・ストサート
- 録音賞：ダグラス・シアラー